# Delia radicum
Delia radicum är en tvåvingeart som först beskrevs av Carl von Linné 1758.
Delia radicum ingår i släktet Delia och familjen blomsterflugor. Arten är reproducerande i Sverige. Inga underarter finns listade i Catalogue of Life.

## Bildgalleri

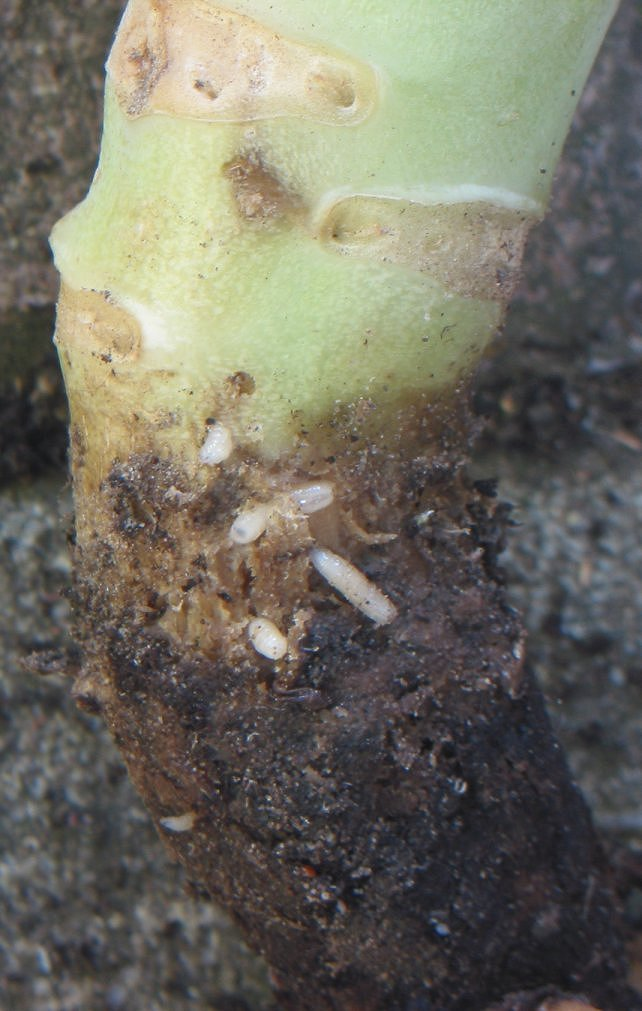
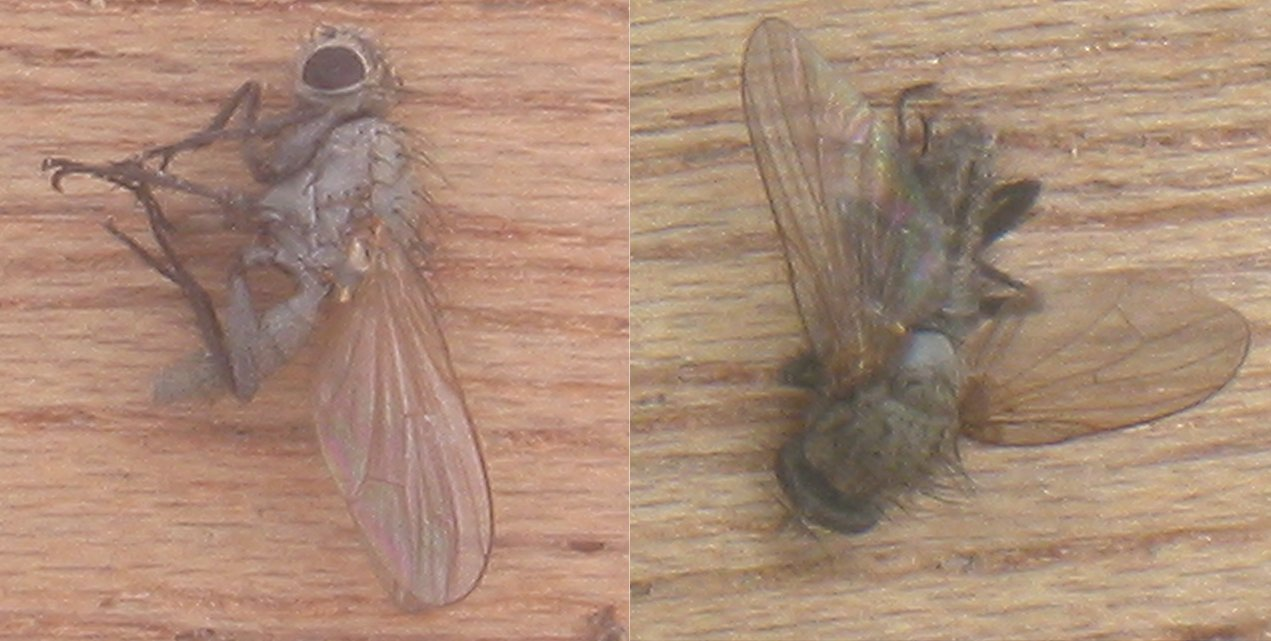
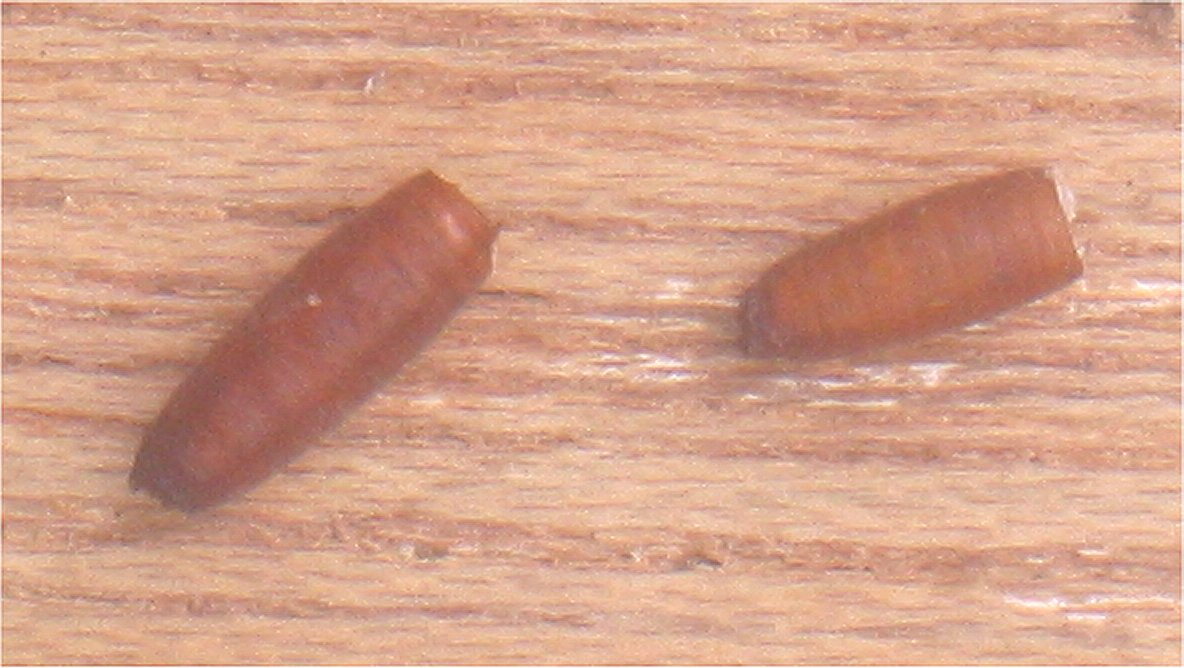